# Železniška proga Jesenice–Trbiž
Železniška proga Jesenice–Trbiž  je nekdanja železniška proga, odsek, ki je bil v uporabi med letoma 1870 in 1966 (v Jugoslaviji) in 1967 (v Italiji).
Začetna železniška postaja je Jesenice, medtem ko je končna Trbiž Center (Tarvisio Centrale) zaprta leta 2000 in nadomeščena z Trbiž Boscoverde. 